# Adleriella minutissima
Adleriella minutissima är en plattmaskart. Adleriella minutissima ingår i släktet Adleriella och familjen Heterophyidae. Inga underarter finns listade i Catalogue of Life.